# Добрила Шокица
Добрила Шокица (Крагујевац, 24. септембар 1934 — Нови Сад, 25. мај 2010) била је српска глумица.

## Биографија
Рођена је 24. септембра 1934. године у Крагујевцу. Завршила је Државну позоришну школу у Новом Саду, 1954. године.
Глумила је у многобројним позоришним представама, у филмовим, и на телевизији.
Била је члан ансамбла у Народном позоришту, Сомбор (1954-1955), затим прелази у Српско народно позориште у Новом Саду, где остаје до пензионисања 1994. године. Игра и после пензионисања.
Била је члан Удружења драмских уметника Србије.
Преминула је 25. маја 2010. године у Новом Саду.

## Неке улоге у позоришту
- Грета Вагнер, Л. Фодор, „Матура“;
- Лиза, Лав Николајевич Толстој, „Кројачева соната“;
- дадиља, Вилијам Шекспир, „Ромео и Јулија“;
- праља, Оскар Давичо-Д. Ђурковић, „Песма“;
- Малчика, Јован Стерија Поповић, „Родољупци“;
- Фема, Јован Стерија Поповић, „Покондирена тиква“;
- Наталија Ивановна, Антон Павлович Чехов, „Три сестре“;
- Живка, Бранислав Нушић, „Госпођа министарка“;
- Пела, Јован Стерија Поповић, „Зла жена“;
- Симка, Бранислав Нушић, „Ожалошћена породица“;
- Агафија, Николај Гогољ, „Женидба“;
- Перса, Стеван Сремац, „Поп Ћира и поп Спира“;
- Понција, Федерико Гарсија Лорка, „Дом Бернарде Албе“;
- Иванка Бикар, Ђорђе Лебовић, „Раванград“;
- тетка Славка, Душан Ковачевић, „Свети Георгије убива аждаху“;
- Иконија, Љубомир Симовић, „Чудо у Шаргану“;
- Милутинка Топаловић, Душан Ковачевић, „Маратонци трче почасни круг“...

## Телевизија
- Џандрљиви муж
- Зона Замфирова
- Какав дан
- Поп Ћира и поп Спира - серија
- Јесен Ђуке Дражетића
- Живот у гробљанској
- Највише на свету целом - серија
- Лажа и паралажа

## Филм
- 1961. — Избирачица
- 1970. — Лепа парада
- 1971. — Доручак са ђаволом
- 1988. — Тако се калио челик

## Награде и признања
- више награда на Сусрету позоришта Војводине
- Октобарска награда Новог Сада, 1969. године
- Статуета Ћуран за најбоља глумачка остварења на Данима комедије у Јагодини
- Златна медаља „Јован Ђорђевић“, 1987. године
- награда „Бранислав Нушић“ за животно дело, Смедерево, 1988. године